# Löwenbrunnen (Ulm)

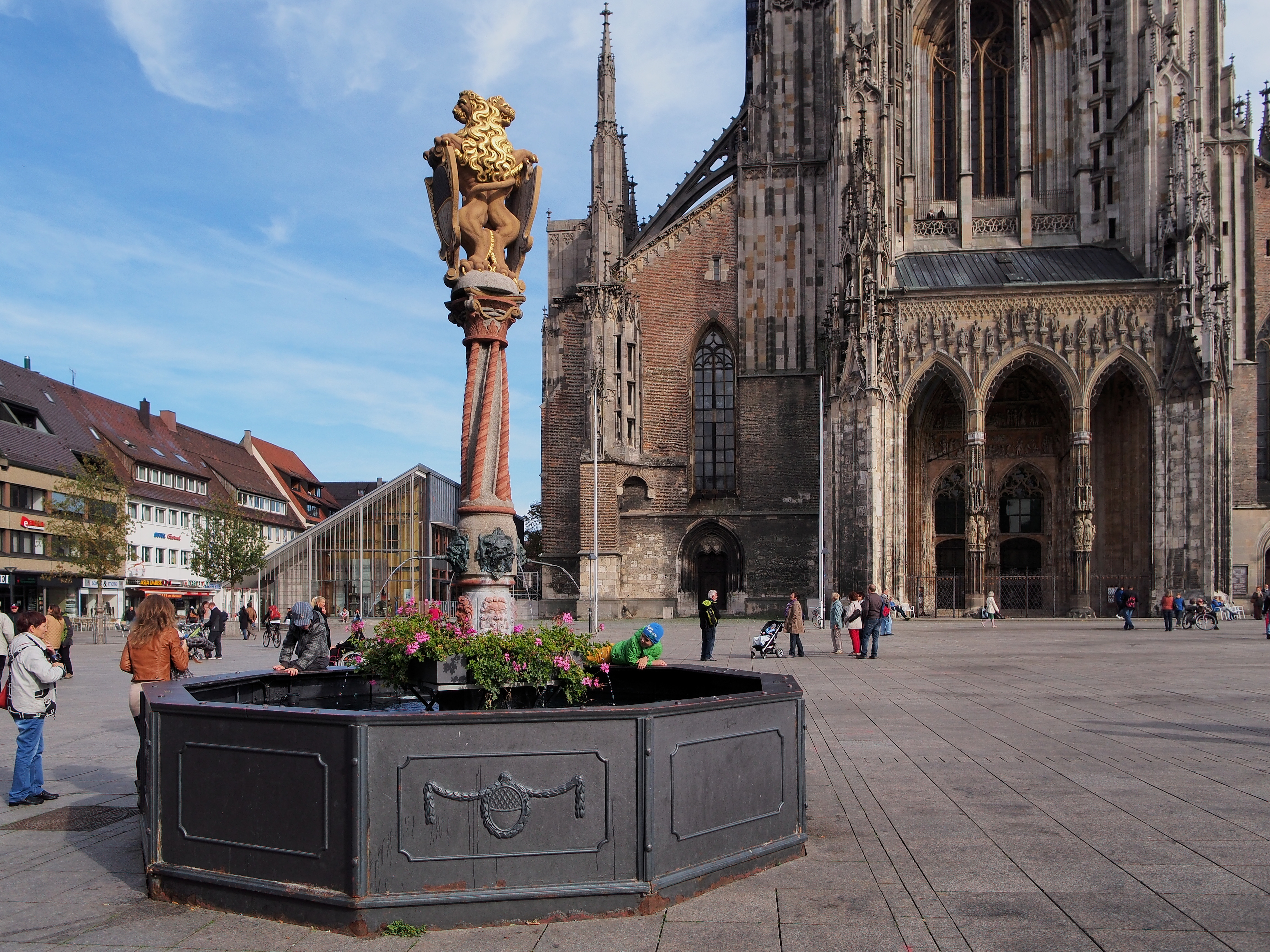
Löwenbrunnen in Ulm

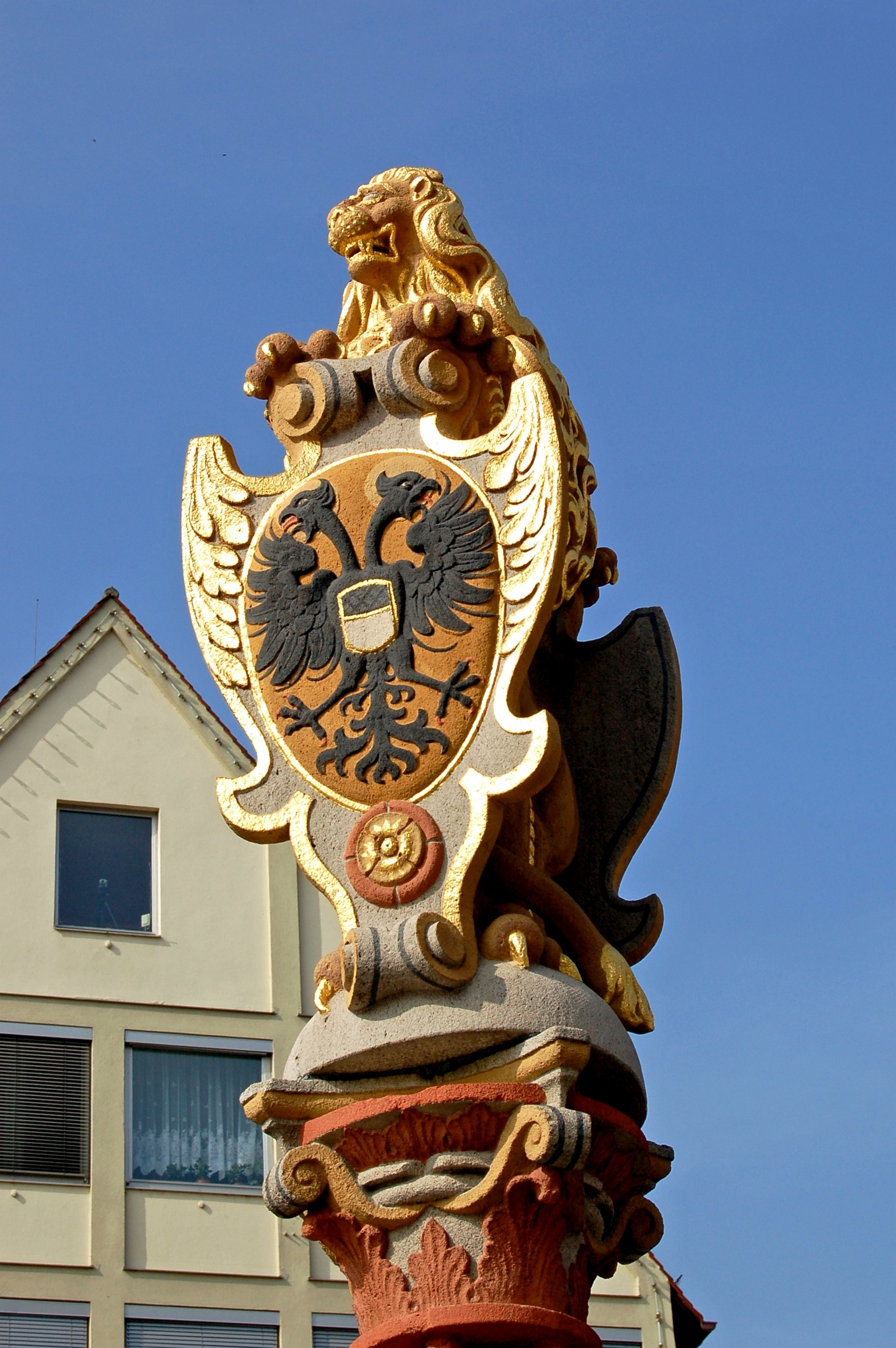
Der Schild mit dem Reichsadler

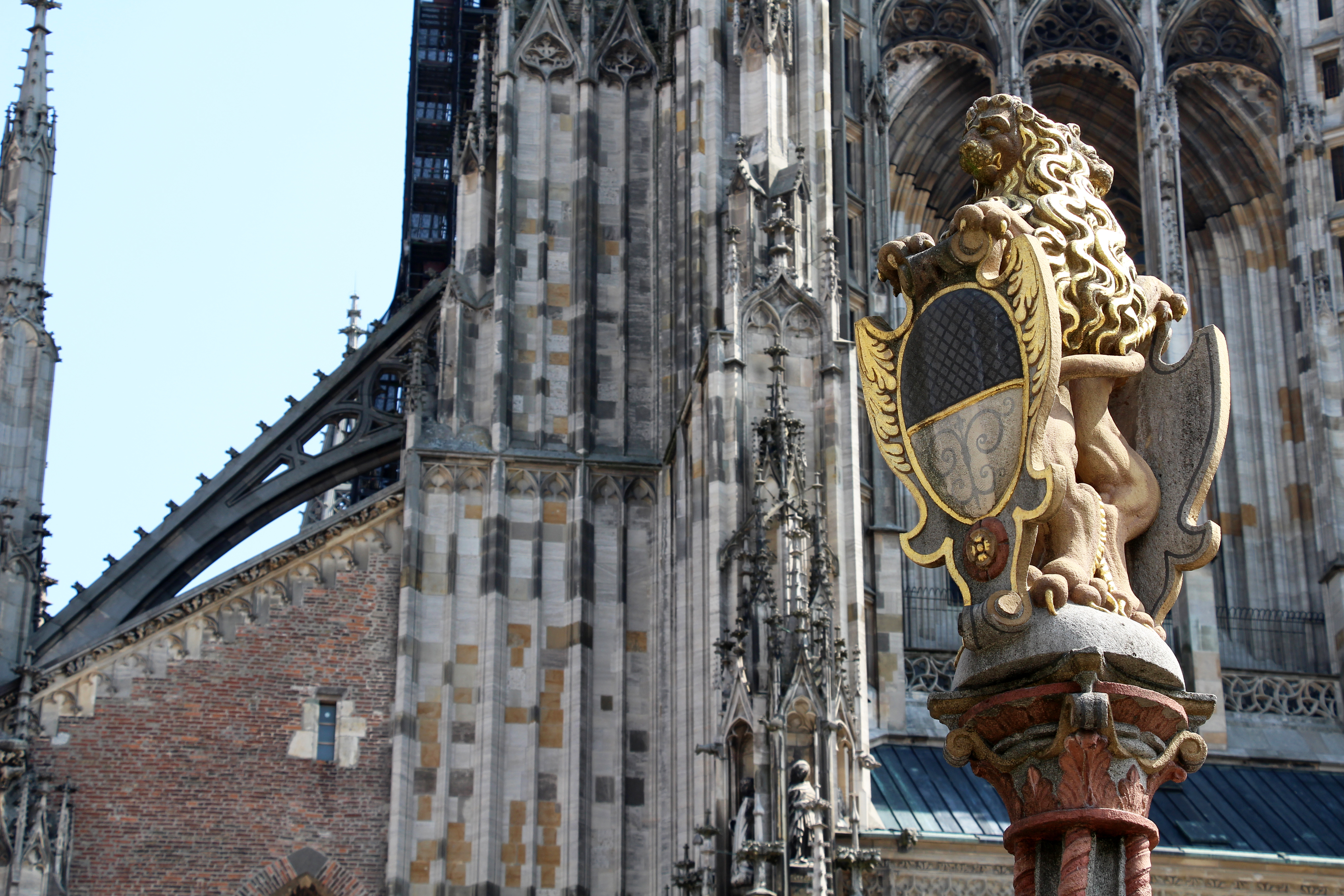
Der Schild mit dem Stadtwappen

Der Ulmer Löwenbrunnen steht im nordwestlichen Bereich des Münsterplatzes. 

## Beschreibung
Der Brunnen weist Merkmale des Manierismus auf, u. a. überlängte Löwenfiguren und eine spiralig gedrehte Brunnensäule. Auf ihr stehen Rücken an Rücken aneinandergelehnt zwei Löwen mit vergoldeter Mähne. Der eine hält einen Schild mit dem Reichsadler mit zwei Köpfen samt Heiligenschein und im Herzschild das schwarz-weiße Ulmer Stadtwappen. Der andere hält einen Schild mit dem großen Ulmer Stadtwappen.
Der Brunnen wurde vermutlich im späten 16. Jahrhundert vom Steinmetz Peter Schmid geschaffen. Er ist auf einem Plan der Stadt aus dem Jahr 1597 eingetragen. Seine Gestaltung erinnert an das Löwentor in der staufischen Stadtbefestigung aus dem 12. Jahrhundert. Die beiden Löwen, die einst dieses repräsentative Tor bekrönten, befinden sich mittlerweile im Stadthaus Ulm.
Mit dem Abriss des 1229 errichteten Barfüßerklosters bzw. im Zuge des Baus des Turms des Ulmer Münsters wurde gegen Ende des 19. Jahrhunderts der Brunnen vom Münsterplatz entfernt. Man lagerte ihn im städtischen Werkhof ein. 1914 wurde er wieder aufgestellt. Die originale Brunnensäule wurde damals allerdings vom städtischen Museum übernommen; der Brunnen wurde mit einer Kopie ausgestattet. 1920 kam auch die originale Löwenfigur ins Museum und der Brunnen erhielt eine Kopie als Ersatz. Als die Münsterbauhütte errichtet wurde, musste der Brunnen erneut abgebaut werden. Während des Zweiten Weltkriegs wurden seine Figuren schwer beschädigt; schließlich stand nur noch ein Teil der Säule im damals noch steinernen Brunnentrog.
Später bemühten sich die Münsterbaumeister Karl Friedrich und Gerhard Lorenz um die Reparatur der Figuren, doch 1961 wurden sie ersetzt. Der Bildhauer Franz Dornacher (1898–1982) gestaltete die neuen Löwenfiguren, die nun in einem achteckigen, gusseisernen Brunnenbecken aufgestellt wurden, das in der Ulmer Eisengießerei Hopf hergestellt worden war.
Die Beschädigungen im Krieg und die Umgestaltungen des Platzes führten dazu, dass der Löwenbrunnen mehrmals versetzt wurde. An seinem heutigen Platz steht er seit 1992. Damals waren, etwa 18 Meter vom nördlichen Rand des Münsterplatzes, die Fundamente des alten Brunnens freigelegt worden.
Auf alten Ansichten sieht man Pferde am Brunnen bei der Tränke.